# 오가와촌 (효고현)
오가와촌(일본어: 小川村)은 일본 효고현 히카미군에 설치되었던 촌이다. 현재의 단바시 중부에 해당한다.

## 역사
- 1889년 4월 1일 - 정촌제 시행에 의해 14촌의 구역을 가지고 성립하였다.
- 1955년 4월 1일 - 가미쿠게촌, 시모쿠게촌, 구게촌과 합병해 산난정이 성립, 동일 오가와촌은 폐지되었다.

## 교통

### 도로
- 국도 제175호선

## 참고문헌
- 角川日本地名大辞典 28 兵庫県